# Pieterjan Marchand

Pieterjan Marchand (Brugge, 29 mei 1993) is een Belgische contentmaker en presentator, vooral bekend van het YouTube-kanaal Supercontent en de podcast Achter de Schermen, die hij samen met Jeff Bronder presenteert.

## Biografie
Marchand groeide op in Brugge en volgde secundair onderwijs aan het Sint-Lodewijkscollege. Hij behaalde een master in Taal- en Letterkunde aan de Katholieke Universiteit Leuven en studeerde vervolgens een jaar aan de filmschool van York in het Verenigd Koninkrijk. 

## Carrière
Na zijn studies begon Marchand zijn loopbaan bij het productiehuis Koeken Troef!, waar hij werkte als redacteur. Later maakte hij de overstap naar SBS Belgium, het moederbedrijf van de televisiezenders VIER en VIJF, waar hij verantwoordelijk was voor het creëren van trailers voor programma's zoals 'De Slimste Mens' en 'De Mol'. 
In februari 2020 richtte hij samen met Jeff Bronder het YouTube-kanaal Supercontent op. Het kanaal kreeg brede bekendheid tijdens de COVID-19-pandemie met het 'Marc Van Ranst-lied', een parodie op 'Hoe het danst', dat viraal ging. 
Naast hun online activiteiten produceerden Marchand en Bronder content voor televisie. Zo hadden ze een rubriek in 'Iedereen Beroemd' op Eén en maakten ze het programma 'Replay', waarin ze terugblikten op de geschiedenis van Play4. 
In maart 2023 startten ze de podcast 'Achter de Schermen' voor GoPlay, waarin ze samen met bekende gasten het showbizznieuws bespreken. Deze podcast werd later ook als televisieshow uitgezonden op Play4.
In september 2024 namen Marchand en Jeff Bronder deel aan 'Celebrity Klopjacht', waarin ze probeerden uit handen van speurders te blijven.

## Onderscheidingen
In 2021 werd Marchand door de lezers van Krant van West-Vlaanderen verkozen tot 'Krak van Brugge'.